# Szakkád

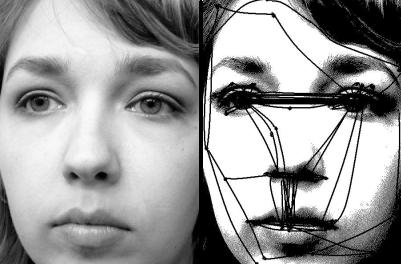
Az emberi szem szakkádikus mozgásai az arc letapogatása közben

A szakkád olyan gyors szemmozgás, amely azt a célt szolgálja, hogy a fixáció átkerüljön egyik tárgyról a másikra. A szakkád mindkét szem gyors, egyidejű mozgását jelenti ugyanabba az irányba. Neve a francia saccader szóból ered, amelynek jelentése rángatás, ugrás. A szakkád a vizuális keresés, pásztázás egyik jellegzetes eszköze. Szemünk szakkádikus mozgása közben nem történik információfelvétel.
Mozgó szemmel nézünk, nyugvó szemmel látunk.

## Felfedezése
A szakkádikus szemmozgások felfedezése Emile Javal (1878) francia szemész nevéhez kötődik. Javal a szem mozgását olvasás közben figyelte meg, és észrevette, hogy a szemek a sorok mentén nem állandóan, hanem kis ugrásokban (per szakkád) haladnak tovább, az ugrások közben pedig közbülső fixációk figyelhetőek meg.

## Mikroszakkád
Szemeink akkor is végrehajtanak apró ugrásokat, ha a szemmozgás nem a tekintet irányának megváltoztatására szolgál, hanem egy adott pontra fixálódik. Ezeket a szabad szemmel nem látható állandó, apró ugrásokat mikroszakkádoknak nevezzük. Kimutatásuk csupán speciális eszközökkel lehetséges. A mikroszakkádoknak rendkívül fontos szerepe van a látásban, hiszen a retinára eső kép frissítését szolgálják. Ez azt jelenti, hogy ha nem léteznének mikroszakkádok, akkor tekintetünk fixációja esetén rövid idő alatt a tárgyak elhalványulnának, sőt akár teljesen el is tűnnének.

## A szakkádok típusai
A szakkádokat négyféle módon mérhetjük, vizsgálhatjuk:
1. Vizuálisan irányított szakkádoknál a szemek a vizuális hatás irányába mozdulnak el.
2. Az antiszakkádoknál a szemek a vizuális ingerrel ellentétes irányban mozdulnak el. Ezek a szakkádok sokkal később jelentkeznek, mint a vizuálisan irányított szakkádok.
3. A memória által irányított szakkádoknál a szemek a megjegyzett pont irányába mozdulnak el, vizuális inger/stimuláció nélkül.
4. A becsült vagy prediktív szakkádoknál a szemek a tárgyon maradnak, időben és térben pedig megjósolható módon mozognak. Ebben az esetben oda ugrik a tekintetünk, ahol számítunk a tárgy megjelenésére.[1]

## A szakkádikus mozgás
A szakkádikus mozgás valójában a szem reakciója az indirekt látásban adott ingerre. A szem ezzel a mozgással hozza a tárgy képét a retina perifériájáról (ahol gyenge az éleslátás) a foveára (ahol a legélesebben látunk). Olvasás közben, és egy mozdulatlan tárgy vagy egy jelenet megtekintésénél ezt a mozgást használjuk.
A szakkádikus mozgás során a két szem koordináltan működik. Még ha egyik szemünket be is csukjuk vagy eltakarjuk, a másik szem követni fogja elmozdulását.

### A szakkádikus mozgás olvasás közben
Az olvasás folyamata tulajdonképpen a fixációk idején történik, amikor szemünk nem végez mozgásokat. Szakkádikus mozgás közben az, amit látunk csak egy elmosódott kép.
A fixációk száma soronként függ az olvasó szokásaitól, valamint attól, hogy milyen gyorsan tudja befogadni az olvasott anyagot. Előfordulhat, hogy a szöveg egy adott részének olvasása közben lényegesen több fixáció jelenik meg, ekkor tekintési letapadás jön létre. A fixációs idők összegét tekintési időnek nevezzük.
Az olvasás összidejéből maguk a szakkádikus mozgások csak nagyon kevés időt vesznek igénybe. A teljes olvasási idő fixációs időtartamát Dearborn (1906) és Schmidt (1917) vizsgálták. Kiderült, hogy a fixációs mozgásszünetek az olvasási idő mintegy 90%-át teszik ki, míg a szakkádikus mozgások 10%-ot.

## Sebesség
A szakkádok az emberi szervezet leggyorsabb mozgásai. A maximum szögsebesség, amire a szem képes egy szakkád során eléri az 1000°/másodpercet is majmoknál (ez az érték embereknél valamivel kevesebb). A szemek váratlan inger hatására általában körülbelül 200 milliszekundum (ms) elteltével elmozdulnak, és ezután sebességük elérheti a 20 cm/másodpercet is. Bizonyos laboratóriumi körülmények között egy „ugrás” idejét ennek közel a felére lehet csökkenteni. Ha egy kamerát egy felvétel készítésekor, olyan gyorsan mozgatnánk, mint amilyen sebességgel egy szakkád során a szemünk képes mozogni, akkor egy homályos, elmosódott képet kapnánk.
Dodge és Cline (1901) táblázata alapján megfigyelhető a kapcsolat három vizsgált személy esetében a mozgások terjedelme és időtartama között.
| Mozgás terjedelme (fokokban) | Mozgás időtartama (ms-ban) |
| ---------------------------- | -------------------------- |
| 5                            | 29                         |
| 10                           | 39                         |
| 15                           | 48                         |
| 20                           | 55                         |
| 30                           | 80                         |
| 40                           | 100                        |

A mozgás terjedelmével a mozgás időtartama növekszik. Az egyes egyének szakkádikus mozgásának időtartama között adott mozgás terjedelemnél nincs számottevő különbség.

## Érzékelés
A szakkádikus mozgást csak nagyon tökéletlenül érzékeljük. A szemizmokból és a szemüregből jövő érzékelés nem nyújt megbízható jelzést arról, hogy mikor mozog a szemünk és mikor áll, ez különösen igaz a rövid mozgásoknál. Ezt legkönnyebben úgy ellenőrizhetjük, ha tükör előtt próbáljuk megfigyelni szemeink szakkádikus mozgását.(például: jelöljünk ki két pontot magunk előtt és hagyjuk, hogy szemeink a két pont között „ugráljanak”) Érdekes, hogy habár tudjuk, hogy a szemeink oda-vissza ugrálnak, mozgásukat sohasem látjuk.

### Szakkádikus elnyomás
A szakkád ideje alatt látott elmosódott képet az emberi idegrendszer nem veszi figyelembe. Így az „ugrások” időtartama alatt látott retinára eső kép nem tudatosul. Ezt a jelenséget szakkádikus elnyomásnak nevezzük.
Ha a szakkád alatti szemmozgás sebességével mozgatunk egy tárgyat, azt tapasztaljuk, hogy sem az alacsony kontrasztú, gyorsan mozgó tárgyakat, sem az apró tárgyakat, függetlenül a kontrasztjuktól nem látjuk. Ezzel ellentétben a nagy, gyorsan mozgó, környezetétől elütő tárgyakat látjuk (Burr és Ross, 1982). Tehát a szakkádikus elnyomás jelenségének nem önmagában a mozgás az oka. Az újabb kutatások szerint a szakkádikus elnyomás azért jön létre, mert a vizuális rendszernek nincs pontos információja a szem helyzetéről, nem tudja, hogy a tekintet hová irányul. Szemeink mozgása közben agyunknak bonyolult számításokat kell elvégeznie ahhoz, hogy az észlelt információkat, és a fixációk idején begyűjtött részleteket egész képpé rakja össze.